# نهائي كأس الاتحاد الإنجليزي 1939
نهائي كأس الاتحاد الإنجليزي 1939 (بالإنجليزية: FA Cup final 1939) هي مباراة كرة قدم الختامية لتحديد الفائز في بطولة كأس الاتحاد الإنجليزي 1938–39 في البطولة الرابعة والستين من مسابقة كأس الاتحاد الإنجليزي في بطولة الأقدم في تاريخ في كرة القدم وينظمها الاتحاد الإنجليزي لكرة القدم، أقيمت المباراة بين بورتسموث وولفرهامبتون واندررز على ملعب ويمبلي. دخل فريق وولفرهامبتون المباراة باعتباره المرشح الأبرز للفوز، بعد أن سجل 19 هدفا في مبارياته الخمس في كأس الاتحاد الإنجليزي، ويحتل المركز الثاني في جدول الدوري. في المقابل، كان بورتسموث يعاني في منطقة الهبوط، فاز بورتسموث بنتيجة 4-1، بأهداف من بيرت بارلو وجون أندرسون، وهدفين من كليف باركر. سجل ديكي دورسيت هدف ولفرهامبتون.
تسلّم الكابتن جيمي غوثري الكأس من الملك جورج السادس. ونتيجة لتعليق كأس الاتحاد الإنجليزي طوال فترة الحرب العالمية الثانية، لم يُقام النهائي التالي إلا بعد سبع سنوات في عام 1946، مما مكّن جماهير بورتسموث من الادعاء بأن فريقهم هو صاحب أطول فترة حمل للكأس.

## عن الفريقين
| الفريق               | التتويج | المشاركات السابقة في النهائيات (الخط الغليظ للأرقام يشير لسنة التتويج باللقب) |
| -------------------- | ------- | ----------------------------------------------------------------------------- |
| بورتسموث             | 0       | 2 (1929، 1934)                                                                |
| وولفرهامبتون واندررز | 2       | 5 (1889، 1893، 1896، 1908، 1921)                                              |